# 洪鴻彬
洪鴻彬（1960年—2020年12月15日）嘉義市人，臺灣嘉義江湖傳奇人物，黃昏市場幫，嘉義市洪家班的創始人。是嘉義市江湖名號能響亮於南北二路的「縱貫線老大」。

## 生平
出生於1960年、享壽62歲的洪鴻彬，是嘉義的傳奇人物，學生時期就讀於臺灣省立嘉義中學，是嘉義首選的資優學府，從16歲開始出來闖蕩江湖就沒跟過任何大哥，靠著自己聰穎天賦與敢拚敢衝打出名號，可說是少數文武兼備的黑道大哥。
早年因他住在興中街電信局旁，所以先是被稱為「電信幫」老大，後來又在當地黃昏市場自成一股勢力，因此才又被稱為「黃昏市場幫」老大至今。
當地人統稱 
嘉義三巨頭  林水樹 洪鴻彬 陳盈助
2001年時與曾涉嫌教唆手下砸媒體的嘉義市前副議長侯金良及其胞弟侯祈旭發生糾紛，竟各自調集火力、人馬，從當年的1月15日凌晨開始，先在在垂楊路、新榮路口互開40多槍，接著便開啟了長達19天的駁火、砍殺，期間雙方多人入獄，因為洪鴻彬在此次的大小槍戰中的戰績，讓「市仔幫」就此在嘉義站穩腳步，也讓他成為縱貫線上最具影響力的角頭之一，屬下小弟應有十幾個地方分支派系。。
- 洪鴻然嘉義新港鄉代表會主席(洪鴻彬胞弟)
- 李定茂(麻仔龍)
- 吳宗霖嘉義大埔鄉代表會主席
- 黃詠隆嘉義水上鄉代表
- 嘉義和聯境金虎爺會
- 榮譽會長洪斐昭(洪鴻彬長子)
- 會長張正諺 副會長郭子鋐
- 台南安平陳建文（歿）
- 陳建寧（陳建文胞兄）
- 台南九一茶行

及身後旗下海內外小弟直系旁系估計已達千人。
身後
治喪期間除了嘉義地方的道上人士如嘉義福添福基金會創辦人陳盈助、嘉義區漁會榮譽理事長林水樹等人皆到場致意以外，白狼張安樂也特地南下捻香，台灣3大幫派的天道盟、四海幫、竹聯幫各幫內堂口大佬連港澳、大陸、日本、菲律賓等黑幫均有代表到場致意捻香。當日家祭禮儀式時，約200名洪鴻彬近身小弟跟著家屬一同行家屬禮，感念拜別「大仔」虔誠的行三跪九叩家祭儀式；告別式前參與人數估計2500多人。
另外包括副總統賴清德、前總統候選人韓國瑜、嘉義市長黃敏惠及立委陳明文、翁重鈞、蔡易餘、王美惠等人以及地方民意代表，也都來到追思會場所在的嘉義市青年街黃昏市場內祭拜。

## 軼事
洪鴻彬喜歡文學，並常寫小說、雜文等，小時候曾加入辯論社。外表看似剛強，卻有文人氣概，喜歡讀古書，喜歡閱讀傳奇，如《虯髯客》、《紅線女》，能背誦《琵琶行》、《長恨歌》、《春江花月夜》。喜好作詩、書法，留詩稱「生在陽間有散場，死歸地府又何妨。陽間地府俱相似，只當漂流在異鄉。」
2017年，傳出嘉義一位酒客被臺南的「剝皮酒店」（詐騙酒客財物的酒店）恐嚇取財，該嘉義酒客請出洪鴻彬、林水樹、陳盈助等嘉義三位「地方聞人」協調，店家嚇得魂飛魄散。洪鴻彬親自致電蘋果日報，否認此事。並稱沒經過他們三人同意，就嗆他們的名號就是不對，也跟事實不符，他會去查清楚到底怎麼一回事。鴻彬強調自己也很反對剝皮酒店，「嘉義以前有剝皮酒店，被他喝令停止營業」；他說:「做生意要講求江湖道義」。嘉義刑警隊不願透露姓名的高階警官說，「盈助」、「鴻彬」、「水樹」3人加起來，身價超過千億，這3人根本不可能也不會出現在公共場所。
2020年嘉義市過溝里長在任內過世，所遺留下的里長一職，共有3人參選，2020年5月23日補選投開票，林桂洲拿下469票當選。在三位里長候選人各有強大的政黨與派系的支援，而無黨籍林桂洲最後以一面倒的結果勝出，背後撐腰的人也大有來頭，除了小商人隔空助陣，嘉義市長黃敏惠、嘉義聞人洪鴻彬力挺。

## 評價
洪鴻彬兒子臉書緬懷：我的父親洪鴻彬，個性豪邁，富有正義感，一生廣結善緣，為人服務永擺第一，能幫弱勢伸張社會正義，能為朋友兩肋插刀，為人處事仰不愧於天，俯不怍於人。父親曾說過：「一個人如果沒有擁有文化和學識素養，即使家財萬貫，充其量不過是個庸俗的土豪和草包罷了」，因此父親飽讀詩書，樂於分享所學，經典詩詞名句永留你我心中。父親後期病痛纏身，但都以正向、樂觀態度面對，未曾造成家人麻煩，您曾說過：「如果真有老天爺，仙逝之後我肯定找他算帳！因為這傢伙有個莫名的個性，叫做天妒英才！」，父親您辯才無礙，總能「舌戰」眾人，這次請您為您的英年早逝，好好跟老天爺理論一番。六十年來夢幻真，今朝撒手謝紅塵! 世俗繁事，不再羈絆，親愛的父親，願您一路好走！。
出身嘉義的美國台僑網紅「小商人」也貼文表示，「昨天聽到消息非常震驚，今天還是非常難過，鴻彬大一生傳奇，令人敬佩。」
洪鴻彬好友鍾長吉指出，洪鴻彬很有義氣，不怕得罪人，尤其厭惡所謂的地痞跟流氓，如果被這種人欺負，他一律仗義直言，做人處事重是與非，也因為這種正氣個性，才能得到大家的敬重。